# Камвуния
Камвуния (греч. Καμβούνια όρη, Камбунские горы, лат. Cambunii montes) — горы в Греции, на границе периферий Западная Македония и Фессалия. Высочайшая вершина — Вунаса (Βουνάσα, 1615 м) в северо-западной оконечности гор. Расположены к югу от реки Альякмон, на границе периферийных единиц Козани (южной части), Гревены (северо-восточной части, где находится высочайшая вершина) и Лариса (северо-западной части), к северо-востоку от горы Перистери (Лакмон) и к юго-западу от горы Олимп.
В литературе XIX века назывались Волуцца (Voluza, Voluzza). Тит Ливий упоминает Волустанский перевал (Волустана, лат. Volustana) высотой 918 м. В 171 году до н. э. по Камбунийским горам прошёл царь Персей Македонский, в 170 году до н. э. консул Гостилий.